# Wimille
Wimille település Franciaországban, Pas-de-Calais megyében. Lakosainak száma 3839 fő (2022. január 1.). Wimille Wacquinghen, Ambleteuse, Beuvrequen, Boulogne-sur-Mer, Maninghen-Henne, Marquise, Pernes-lès-Boulogne, Pittefaux, Saint-Martin-Boulogne és Wimereux községekkel határos.

## Népesség
A település népessége az elmúlt években az alábbi módon változott:
| Lakosok száma | 4196 | 4125 | 4173 | 4083 | 4031 | 3987 | 3937 | 3888 | 3839 |
|               | 2013 | 2015 | 2016 | 2017 | 2018 | 2019 | 2020 | 2021 | 2022 |